# Дё-Шез
Дё-Шез (фр. Deux-Chaises) — коммуна во Франции, находится в регионе Овернь. Департамент коммуны — Алье. Входит в состав кантона Ле-Монте. Округ коммуны — Мулен.
Код INSEE коммуны — 03099.

## Население
Население коммуны на 2008 год составляло 416 человек.
| 1962 | 1968 | 1975 | 1982 | 1990 | 1999 | 2008 |
| ---- | ---- | ---- | ---- | ---- | ---- | ---- |
| 736  | 664  | 537  | 501  | 438  | 414  | 416  |

## Экономика
В 2007 году среди 262 человек в трудоспособном возрасте (15—64 лет) 191 были экономически активными, 71 — неактивными (показатель активности — 72,9 %, в 1999 году было 68,7 %). Из 191 активных работали 182 человека (96 мужчин и 86 женщин), безработных было 9 (2 мужчин и 7 женщин). Среди 71 неактивных 16 человек были учениками или студентами, 23 — пенсионерами, 32 были неактивными по другим причинам.

## Достопримечательности
- Романская церковь Сен-Дени XII века
- Пруд Шом в западной части города
- Угольные шахты, работавшие в XVII веке
- Ферма Les Lamas du Tilloux по разведению лам

## Фотогалерея

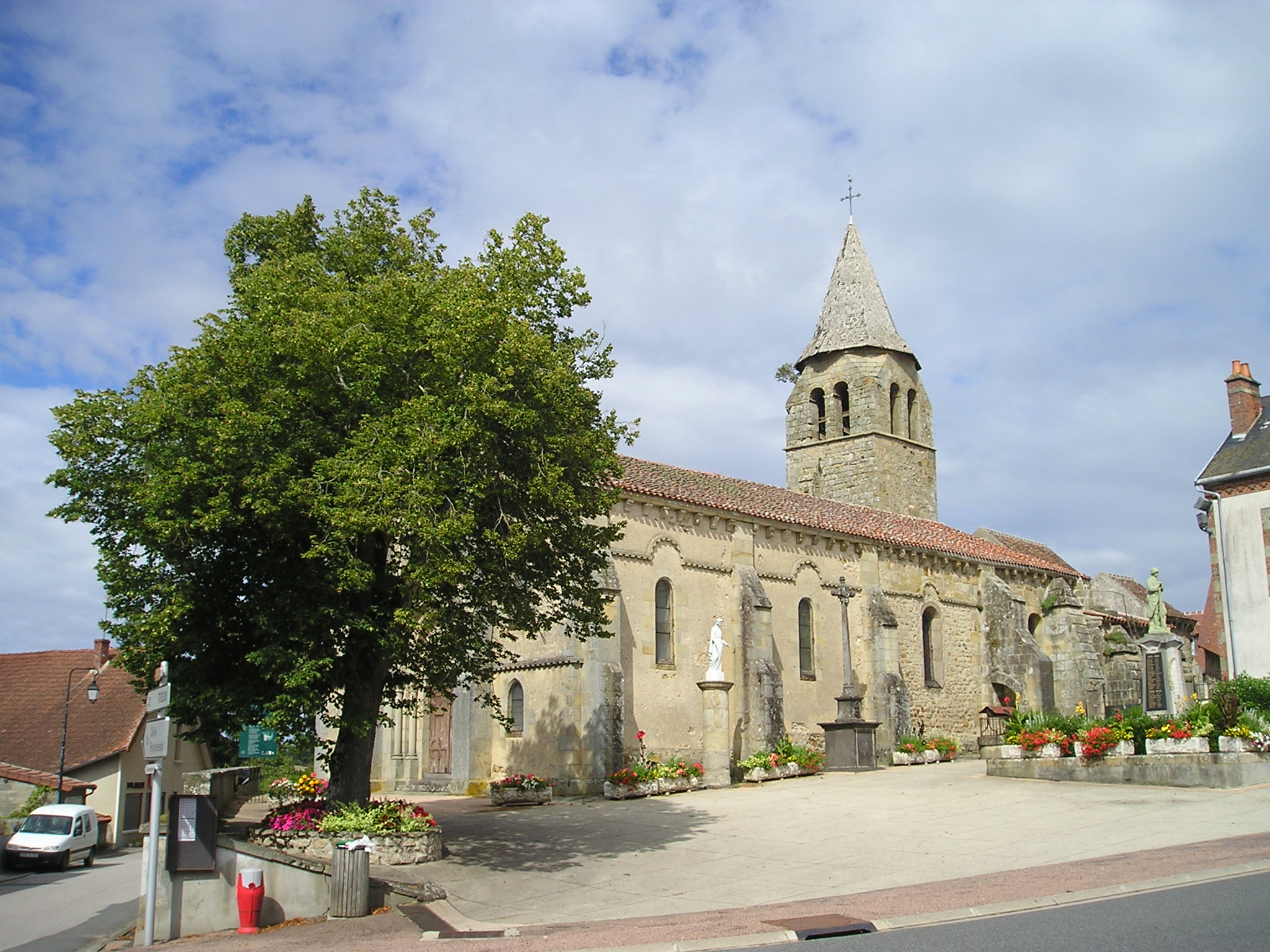
Церковь Сен-Дени
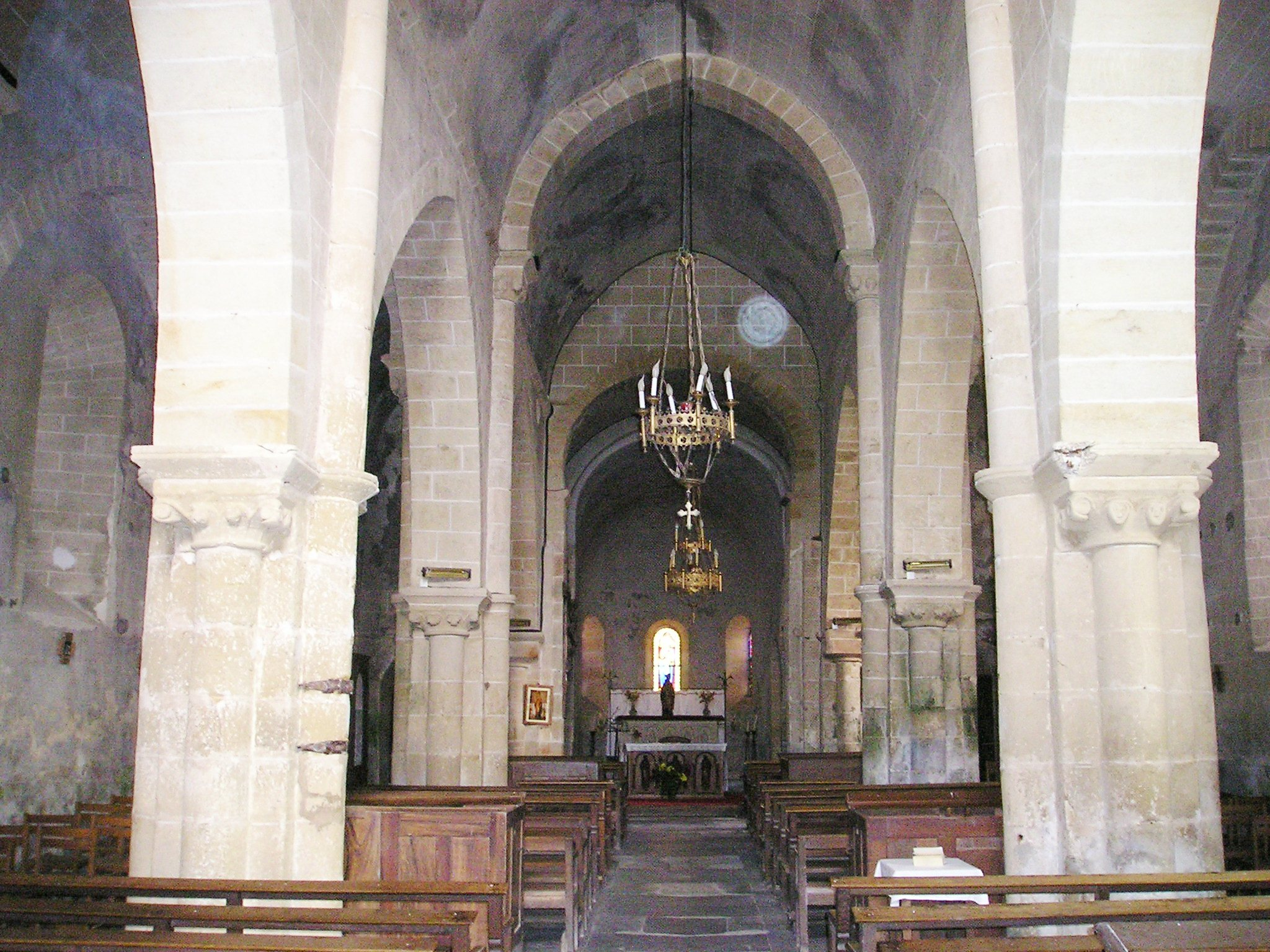
Внутри церкви Сен-Дени